# 김단아 (배우)
김단아(1997년 8월 26일~)는 대한민국의 배우이다.

## 출연 작품

### 드라마
| 연도         | 방송사               | 제목                         | 역할                       | 비고 |
| ------------ | -------------------- | ---------------------------- | -------------------------- | ---- |
| 2018         | 채널A                | 천일야사                     | 진채선, 정선공주 이외 다수 |      |
| 2019         | 채널A                | 천일야사                     | 진채선, 정선공주 이외 다수 |      |
| 육군웹드라마 | 괜찮아               | 소대장                       |                            |      |
| JTBC         | 열여덟의 순간        | 천봉고 학생                  |                            |      |
| TV조선       | 간택 - 여인들의 전쟁 | 간택 규수                    |                            |      |
| 웹드라마     | 무무필름             | 지안                         |                            |      |
| 웹드라마     | 무무필름             | 지안                         | 2020                       |      |
| 2021         | KBS2                 | 구미호 레시피                | 선영친구                   |      |
| 2021         | KBS2                 | TV시네마-사이렌              | 간호사                     |      |
| 2021         | wavve                | 이렇게 된 이상 청와대로 간다 | 알바생                     |      |
| 2022         | KBS2                 | 꽃피면 달 생각하고           | 기방기녀                   |      |
| 2022         | KBS2                 | 붉은 단심                    | 궁녀                       |      |
| 2022         | MBC                  | 금수저                       | 여장문기                   |      |

### 영화
| 연도 | 제목             | 역할          | 비고 |
| ---- | ---------------- | ------------- | ---- |
| 2021 | 에덴의 남쪽      | 재근아내      |      |
| 2021 | 당신이 잠든 사이 | 유치원 선생님 |      |
| 2023 | 외계+인2부       | 과거 기생     |      |

## 그 외 활동

### 방송
- 2018년 《현대HCN 배워봅시다》(리포터)
- 2021년 《KBS 환경스페셜》 (모델)

### 광고/홍보
- 2019년 《육군본부 성폭력예방캠페인》
- 2020년 《소방안전문화캠페인》
- 2020년 《전라북도농촌진흥 홍보영상》
- 2021년 《울산청년CEO육성사업 캠페인》
- 2022년 《한국교통연구원 홍보영상》

### 홍보대사
- 2018년 DMZ영화제 홍보대사
- 2019년 사랑의열매 명예 홍보대사
- 2019년 사랑의장기기증운동본부 홍보대사

## 수상경력
- 2017년 한복모델선발대회 선
- 2018년 미스춘향선발대회 본선
- 2019년 미스코리아 대전세종충청 진